# Laç-Stadion
Das Laç-Stadion (albanisch Stadiumi Laçi) ist ein Fußballstadion in Laç, Albanien. Es ist Austragungsort der Heimspiele des KF Laçi, der in der höchsten Liga Kategoria Superiore antritt. Das Stadion am Nordrand der Kleinstadt hat eine offizielle Kapazität von 2300 Sitzplätzen.
2010 wurde das Stadion restauriert und mit neuen Plastiksitzschalen ausgerüstet. 2015 wurde zum ersten Mal seit neun Jahren ein neuer Rasen verlegt.